# Zetekia
Zetekia é um gênero de gastrópodes pertencente a família Conidae.

## Espécies
- Zetekia gemmulosa (Adams C. B., 1852)